# Kagna Garin Daoudou
Kagna Garin Daoudou (auch: Garin Daoudou) ist ein Dorf im Arrondissement Zinder III der Stadt Zinder in Niger.

## Geographie
Das von einem traditionellen Ortsvorsteher (chef traditionnel) geleitete Dorf befindet sich nördlich des Stadtzentrums im ländlichen Gemeindegebiet von Zinder, der Hauptstadt der gleichnamigen Region Zinder. Im Norden von Kagna Garin Daoudou schließt das Dorf Sadakaram an. Zu den weiteren Dörfern in der Umgebung zählen Bilmari und Garin Malam Gona im Südosten sowie Janroua im Süden.
Wie im gesamten Gemeindegebiet von Zinder herrscht das Klima der Sahelzone vor, mit einer durchschnittlichen jährlichen Niederschlagsmenge zwischen 300 und 400 mm.

## Bevölkerung
Bei der Volkszählung 2012 hatte Kagna Garin Daoudou 2170 Einwohner, die in 390 Haushalten lebten.

## Wirtschaft und Infrastruktur

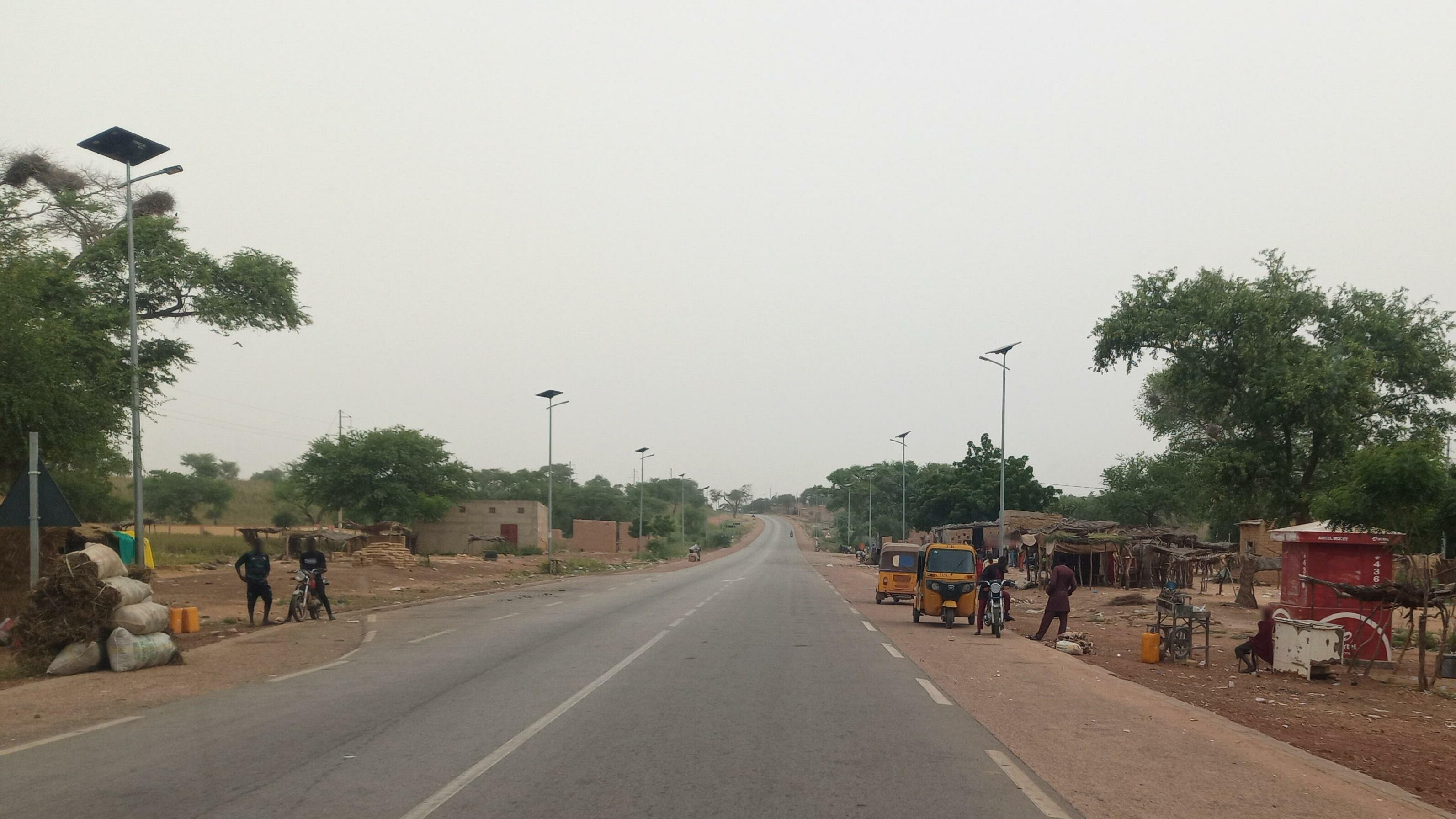
Nationalstraße 11 bei Kagna Garin Daoudou (2023)

In Kagna Garin Daoudou wird ein Wochenmarkt abgehalten. Die Markttage sind Mittwoch und Samstag. In der Siedlung wird Saatgut für Erdnüsse produziert. Es gibt eine Schule. In Kagna Garin Daoudou ist eine Pfadfindergruppe des nationalen Verbands Association des scouts du Niger aktiv. Beim Dorf verläuft die 980,9 Kilometer lange Nationalstraße 11 zwischen Algerien und Nigeria.